# Прибудинкова територія
Прибудинко́ва терито́рія — це територія навколо багатоквартирного будинку, визначена на підставі відповідної містобудівної та землевпорядної документації, у межах земельної ділянки, на якій розташовані багатоквартирний будинок і належні до нього будівлі та споруди, що необхідна для обслуговування багатоквартирного будинку та задоволення житлових, соціальних і побутових потреб власників (співвласників) та наймачів (орендарів) квартир, а також нежитлових приміщень, розташованих у багатоквартирному будинку.
Зазвичай на прибудинковій території з фасадного боку розташовані під'їздні шляхи до будинку, стихійні чи спеціальні автостоянки, дитячі майданчики, а з тильної сторони зелені насадження чи присадибні ділянки. Розмір прибудинкової території переважно складається історично і залежить перш за все від щільності забудови. Численні конфлікти останніх років у великих містах, особливо в Києві пов'язані зі спробами забудови прибудинкових територій, що не лише створює незручності для жителів будинку, але й порушує їхнє право власності.
Прибудинкова територія — територія навколо багатоквартирного будинку, визначена актом на право власності чи користування земельною ділянкою і призначена для обслуговування багатоквартирного будинку. 
Згідно Земельного кодексу України прибудинкові території багатоквартирних будинків відносяться до земель житлової та громадської забудови.

## Визначення прибудинкових територій
З 01.10.2014 набрав чинності національний стандарт ДСТУ-Н Б Б.2.2-9:2013 «Настанова щодо розподілу територій мікрорайонів (кварталів) для визначення прибудинкових територій багатоквартирної забудови» (далі — ДСТУ-Н), затверджений наказом Мінрегіону від 26.02.2014 № 56.
Стандарт призначено для застосування органами виконавчої влади та органами місцевого самоврядування, суб'єктами господарювання, які розробляють містобудівну та проектну документацію на будівництво.
Основним завданням цього проекту ДСТУ-Н є визначення складу та змісту, порядку розроблення проектів розподілу території мікрорайонів (кварталів) для визначення прибудинкових територій.
Так, відповідно до пункту 6.1.1 ДСТУ-Н площа земельної ділянки з прибудинковою територією кожного багатоквартирного будинку, що відповідає питомій вазі кількості мешканців будинку у сумарній кількості мешканців мікрорайону (кварталу), визначатиметься за формулою Т0 = Тф × (Б0 / Б), де:
- Т0 — земельна ділянка з прибудинковою територією багатоквартирного будинку, га;
- Тф — фактична житлова територія мікрорайону (кварталу), га;
- Б0 — кількість мешканців в багатоквартирному будинку, ос.;
- Б — кількість мешканців у мікрорайоні (кварталі), ос.

Мінімально допустима величина прибудинкової території не може бути меншою за територію технічного обслуговування відповідного багатоквартирного житлового будинку, якщо зазначене можливе в існуючій забудові.
Погодження документації прибудинкової території може здійснюватись у порядку, визначеному органом місцевого самоврядування.

## Склад прибудинкової території
До складу прибудинкової території багатоквартирного житлового будинку можуть входити (у разі наявності):
- вимощення навколо житлового будинку;
- смуга озеленення вздовж стін житлового будинку, місцевий проїзд, тротуар та смуга вздовж фасаду без входів, яка забезпечує проїзд пожежних машин;
- майданчики, які призначені для обслуговування мешканців тільки цього будинку, для відпочинку біля входів в житловий будинок, для ігор дітей дошкільного і молодшого шкільного віку, відпочинку населення, занять фізкультурою, а також території зелених насаджень, пішохідні доріжки, що сполучують вказані майданчики між собою;
- майданчики для сміттєзбірників;
- майданчики для господарських будівель та споруд;
- спеціально обладнані майданчики для паркування автомобілів, що належать мешканцям будинку;
- в'їзди та виїзди підземних гаражів і автостоянок (у разі їх наявності).

## Елементи благоустрою на прибудинковій території
Обов'язковий перелік елементів благоустрою на прибудинковій території колективного користування повинен включати: тверді види покриття проїзду, різні види покриття майданчиків, елементи сполучення поверхонь, обладнання майданчиків, озеленення, освітлювальне обладнання, урни, обладнання для паркування велосипедів.
Згідно вимог статті 13 Закону України «Про благоустрій населених пунктів», прибудинкова територія належать до об'єктів благоустрою населених пунктів. Статтею 14 цього закону, передбачено, що об'єкти благоустрою використовуються відповідно до їх функціонального призначення для забезпечення сприятливих умов життєдіяльності людини на засадах їх раціонального використання та охорони з урахуванням вимог правил благоустрою території населених пунктів, інших вимог, передбачених законодавством. Статтею 21 Закону України «Про благоустрій населених пунктів» визначено що об’єкт благоустрою може бути оснащений елементами благоустрою. Так елементами (частинами) об’єктів благоустрою є в т.ч. малі архітектурні форми, до яких належать огорожі, ворота, ґрати. Розміщення малих архітектурних форм здійснюється відповідно до цього Закону за рішенням власника об’єкта благоустрою з дотриманням вимог законодавства, державних стандартів, норм і правил.

## Право власності/користування прибудинковою територією
Земельні ділянки, на яких розташовані багатоквартирні будинки, а також належні до них будівлі, споруди та прибудинкові території державної або комунальної власності, надаються в постійне користування підприємствам, установам і організаціям, які здійснюють управління цими будинками. Крім цього, земельні ділянки, на яких розташовані багатоквартирні будинки, а також належні до них будівлі, споруди та прибудинкова територія, що перебувають у спільній сумісній власності власників квартир та нежитлових приміщень у будинку, передаються безоплатно у власність або в постійне користування співвласникам багатоквартирного будинку в порядку, встановленому Кабінетом Міністрів України.
Розміри та конфігурація земельних ділянок, на яких розташовані багатоквартирні будинки, а також належні до них будівлі, споруди та прибудинкові території, визначаються на підставі відповідної землевпорядної документації.
У разі знищення (руйнування) багатоквартирного будинку майнові права на земельну ділянку, на якій розташовано такий будинок, а також належні до нього будівлі, споруди та прибудинкова територія, зберігаються за співвласниками багатоквартирного будинку.
Порядок використання земельних ділянок, на яких розташовані багатоквартирні будинки, а також належні до них будівлі, споруди та прибудинкові території, визначається співвласниками.
У спільній сумісній власності перебувають земельні ділянки співвласників багатоквартирного будинку (частина друга статті 89 Земельного кодексу України). Володіння, користування та розпорядження земельною ділянкою спільної сумісної власності здійснюються за договором або законом. Співвласники земельної ділянки, що перебуває у спільній сумісній власності, мають право на її поділ або на виділення з неї окремої частки, крім випадків, установлених законом.
Прибудинкова територія може перебувати у власності, у постійному або тимчасовому користуванні певних суб'єктів.

## Суб'єкти права власності на прибудинкову територію
Суб'єктами права власності на прибудинкову територію можуть бути:
- територіальні громади — на землі комунальної власності;
- держава — на землі державної власності;
- об'єднання власників багатоквартирного будинку.

Наразі правове врегулювання питання використання землі під багатоквартирними житловими будинками здійснюється відповідно до Конституції України, Земельного кодексу України, Цивільного кодексу України, Законів України «Про землеустрій», «Про оренду землі», «Про основи містобудування», «Про регулювання містобудівної діяльності», «Про об'єднання співвласників багатоквартирного будинку», постанови Кабінету Міністрів України від 11.10.2002 № 1521 "Про реалізацію Закону України «Про об'єднання співвласників багатоквартирного будинку».